# ناحیه سیلم، شهرستان کرول، ایلینوی
ناحیه سیلم، شهرستان کرول، ایلینوی (به انگلیسی: Salem Township) یک منطقهٔ مسکونی در ایالات متحده آمریکا است که در شهرستان کرول، ایلینوی واقع شده‌است. ناحیه سیلم ۳۴۸ نفر جمعیت دارد و ۲۴۳ متر بالاتر از سطح دریا واقع شده‌است.